# Gamtofte Sogn
Gamtofte Sogn er et sogn i Assens Provsti (Fyens Stift).
I 1800-tallet var Gamtofte Sogn et selvstændigt pastorat. Det hørte til Båg Herred i Odense Amt. Gamtofte blev en selvstændig sognekommune. Den blev ved kommunalreformen i 1970 indlemmet i Assens Kommune.
I Gamtofte Sogn ligger Gamtofte Kirke og Gamtofte Præstegård.
I sognet findes følgende autoriserede stednavne:
- Aborg (bebyggelse, ejerlav)
- Aborg Minde (bebyggelse, vandareal)
- Brahesborg (ejerlav, landbrugsejendom)
- Egerup (bebyggelse, ejerlav)
- Gamtofte (bebyggelse, ejerlav)
- Grimstrup (bebyggelse)
- Gåsemosedam (bebyggelse)
- Hestholm (bebyggelse, ejerlav)
- Kildens Minde (bebyggelse)
- Lundager (bebyggelse, ejerlav)
- Sjodgård (bebyggelse)
- Tvingsbjerg (bebyggelse)
- Vilhelmsborg (landbrugsejendom)
- Vistorp (bebyggelse, ejerlav)
- Voldbro (bebyggelse, ejerlav)
- Øksnebjerg (bebyggelse)